# Queen Forever
Queen Forever es un álbum recopilatorio de Queen que fue lanzado el 11 de noviembre de 2014. El contenido del álbum con una canción con la voz de Freddie Mercury que se había grabado en 1983 y no fue terminada y otra con la voz de Michael Jackson que por problemas de los músicos no fueron terminadas en su momento. 
También tiene pistas con agregados de bajo y guitarra de Brian May, John Deacon, y Roger Taylor, con armonías vocales hechas recientemente.

## Historia
Las canciones "There Must Be More to Life Than This", "State of Shock" y "Victory" fueron grabadas por Freddie Mercury y Michael Jackson en la casa de este último, pero no fueron completadas por diversos compromisos que ambos tenían. Con el tiempo se editaron dos de ellas: State Of Shock, ocupando el lugar de Freddie Mercury, Mick Jagger, y "There Must Be More to Life Than This", sin Michael Jackson. En 2011, Brian May obtuvo el permiso por parte de los administradores de los bienes de Jackson para acceder a las cintas. Junto al productor William Orbit, May completó las pistas con solos de guitarra y armonías vocales.
El baterista Roger Taylor habló sobre Queen Forever en diciembre de 2013, indicando que él y el guitarrista Brian May: "nos juntamos para terminar lo que teníamos allí y ahora vamos dar forma al álbum". May anunció el título que lleva el álbum en una entrevista radiofónica el 23 de mayo de 2014, y declaró que el álbum sería lanzado a finales de 2014.
En una entrevista a la BBC Brian May se explayó: "Despierta muchas emociones. Están las grandes, grandes baladas y el gran, gran sonido épico. No habría sido así si no hubiéramos hecho el trabajo de restauración. Tuvimos que empezar de cero porque solamente teníamos pedazos. Pero, sabiendo lo que habría pasado si los hubiéramos terminado, puedo sentarme y hacerlo realidad con la tecnología moderna".
El álbum cuenta con 36 canciones, y sólo tres son versiones completamente inéditas. En "There Must Be More To Life Than This" Freddie Mercury canta con Michael Jackson. Otros inéditos son "Let Me In Your Heart Again", de las sesiones de grabación de The Works, y "Love Kills", el primer éxito de Mercury como solista, en versión balada.

## Lista de canciones

### Edición estándar
| N.º | Título                                                                                 | Escritor(es)                        | Álbum original       | Duración |  |
| 1.  | «Let Me In Your Heart Again»                                                           | Brian May                           | Inédito              | 4:36     |  |
| 2.  | «Love Kills (versión balada)»                                                          | Freddie Mercury/Giorgio Moroder     | Inédito              | 4:30     |  |
| 3.  | «There Must Be More to Life Than This (William Orbit Mix)» (dueto con Michael Jackson) | Mercury                             | Inédito              | 3:20     |  |
| 4.  | «It's a Hard Life»                                                                     | Mercury                             | The Works            | 4:10     |  |
| 5.  | «You're My Best Friend»                                                                | John Deacon                         | A Night at the Opera | 2:53     |  |
| 6.  | «Love of My Life»                                                                      | Mercury                             | A Night at the Opera | 3:34     |  |
| 7.  | «Drowse»                                                                               | Roger Taylor                        | A Day at the Races   | 3:43     |  |
| 8.  | «Long Away»                                                                            | Brian May                           | A Day at the Races   | 3:34     |  |
| 9.  | «Lily of the Valley»                                                                   | Mercury                             | Sheer Heart Attack   | 1:50     |  |
| 10. | «Don't Try So Hard»                                                                    | Queen (Mercury)                     | Innuendo             | 3:40     |  |
| 11. | «Bijou»                                                                                | Queen (Mercury/May)                 | Innuendo             | 3:40     |  |
| 12. | «These Are the Days of Our Lives»                                                      | Queen (Taylor)                      | Innuendo             | 4:14     |  |
| 13. | «Las Palabras de Amor (The Words of Love)»                                             | May                                 | Hot Space            | 4:30     |  |
| 14. | «Who Wants to Live Forever»                                                            |                                     | A Kind of Magic      | 5:17     |  |
| 15. | «A Winter's Tale»                                                                      | Queen (Mercury)                     | Made in Heaven       | 3:51     |  |
| 16. | «Play the Game»                                                                        | Mercury                             | The Game             | 3:32     |  |
| 17. | «Save Me»                                                                              | May                                 | The Game             | 3:50     |  |
| 18. | «Somebody to Love»                                                                     | Mercury                             | A Day at the Races   | 5:00     |  |
| 19. | «Too Much Love Will Kill You»                                                          | May, Frank Musker, Elizabeth Lamers | Made in Heaven       | 4:20     |  |
| 20. | «Crazy Little Thing Called Love»                                                       | Mercury                             | The Game             | 2:45     |  |

### Edición Deluxe
Disco 1
| Disc 1 |                                                                                        |                                 |                           |          |  |
| N.º    | Título                                                                                 | Escritor(es)                    | Album original            | Duración |  |
| 1.     | «Let Me In Your Heart Again»                                                           | Brian May                       | Inédito                   | 4:36     |  |
| 2.     | «Love Kills»                                                                           | Freddie Mercury/Giorgio Moroder | The Freddie Mercury Album | 4:30     |  |
| 3.     | «There Must Be More to Life Than This (William Orbit Mix)» (Dueto con Michael Jackson) | Mercury                         | Inédito                   | 3:20     |  |
| 4.     | «Play the Game»                                                                        | Mercury                         | The Game                  | 3:32     |  |
| 5.     | «Dear Friends»                                                                         | May                             | Sheer Heart Attack        | 1:07     |  |
| 6.     | «You're My Best Friend»                                                                | John Deacon                     | A Night at the Opera      | 2:53     |  |
| 7.     | «Love of My Life»                                                                      | Mercury                         | A Night at the Opera      | 2:53     |  |
| 8.     | «Drowse»                                                                               | Roger Taylor                    | A Day at the Races        | 3:40     |  |
| 9.     | «You Take My Breath Away»                                                              | Mercury                         | A Day at the Races        | 4:40     |  |
| 10.    | «Spread Your Wings»                                                                    | Deacon                          | News of the World         | 4:30     |  |
| 11.    | «Long Away»                                                                            | May                             | A Day at the Races        | 3:33     |  |
| 12.    | «Lily of the Valley»                                                                   | Mercury                         | Sheer Heart Attack        | 1:43     |  |
| 13.    | «Don't Try So Hard»                                                                    | Queen (Mercury)                 | Innuendo                  | 3:40     |  |
| 14.    | «Bijou»                                                                                | Queen (Mercury/May)             | Innuendo                  | 3:40     |  |
| 15.    | «These Are the Days of Our Lives»                                                      | Queen (Taylor)                  | Innuendo                  | 4:14     |  |
| 16.    | «Nevermore»                                                                            | Mercury                         | Queen II                  | 1:20     |  |
| 17.    | «Las Palabras de Amor (The Words of Love)»                                             | May                             | Hot Space                 | 4:30     |  |
| 18.    | «Who Wants to Live Forever»                                                            | May                             | A Kind of Magic           | 5:17     |  |

Disco 2
| Disc 2 |                                       |                                   |                      |          |  |
| N.º    | Título                                | Escritor(es)                      | Álbum original       | Duración |  |
| 1.     | «I Was Born to Love You»              | Mercury                           | Made in Heaven       | 4:51     |  |
| 2.     | «Somebody to Love»                    | Mercury                           | A Day at the Races   | 4:53     |  |
| 3.     | «Crazy Little Thing Called Love»      | Mercury                           | The Game             | 2:45     |  |
| 4.     | «Friends Will Be Friends»             | Mercury/Deacon                    | A Kind of Magic      | 4:10     |  |
| 5.     | «Jealousy»                            | Mercury                           | Jazz                 | 3:14     |  |
| 6.     | «One Year of Love»                    | Deacon                            | A Kind of Magic      | 4:30     |  |
| 7.     | «A Winter's Tale»                     | Queen (Mercury)                   | Made in Heaven       | 3:50     |  |
| 8.     | «'39»                                 | May                               | A Night at the Opera | 3:32     |  |
| 9.     | «Mother Love»                         | Mercury/May                       | Made in Heaven       | 4:50     |  |
| 10.    | «It's a Hard Life»                    | Mercury                           | The Works            | 4:10     |  |
| 11.    | «Save Me»                             | May                               | The Game             | 3:47     |  |
| 12.    | «Made in Heaven»                      | Mercury                           | Made in Heaven       | 5:26     |  |
| 13.    | «Too Much Love Will Kill You»         | May/Frank Musker/Elizabeth Lamers | Made in Heaven       | 4:20     |  |
| 14.    | «Sail Away Sweet Sister»              | May                               | The Game             | 3:34     |  |
| 15.    | «The Miracle»                         | Queen                             | The Miracle          | 5:00     |  |
| 16.    | «Is This the World We Created...?»    | Mercury/May                       | The Works            | 2:14     |  |
| 17.    | «In the Lap of the Gods... Revisited» | Mercury                           | Sheer Heart Attack   | 3:50     |  |
| 18.    | «Forever»                             | May                               | A Kind of Magic      | 5:17     |  |

## Miembros
Queen
- John Deacon – bajo eléctrico, teclados
- Brian May – guitarra y voz
- Freddie Mercury – voz principal, piano, teclados
- Roger Taylor – batería

Adicional
- Michael Jackson – voz